# 유로스페이스
유로스페이스(Eurospace)는 1961년에 설립된 비영리 단체로, 프랑스 법에 따라 법인화되었다.

## 정보
유로스페이스는 1961년에 설립되었다. 유로스페이스는 우주 활동에 참여하는 55개의 유럽 기업들의 협회이다. 유럽 우주국 및 유럽에서 우주 활동을 장려하는 다른 개별 정부 기관들과 영구적인 연락을 유지한다. 유로스페이스는 우주에 대한 더 큰 이해를 얻기 위해 우주와 관련된 정보를 얻고 추가적인 가능성을 모색하며, 동일한 목적을 가진 다른 협회들과 좋은 관계를 유지하기 위해 노력한다. 2004년에 유로스페이스는 이전에 AECMA로 알려졌던 유럽 항공우주 및 방위 산업 협회인 ASD의 우주 그룹으로 전환되었다. 이 그룹은 우주 관련 이익과 활동에 중점을 두었다. 유로스페이스는 보다 우주 의식이 있는 유럽을 촉진하기 위해 우주 정책 및 전략에 집중하는 것을 전반적인 목표로 삼고 있다.

## 같이 보기
- 프랑스 우주 프로그램
- 유럽 연합
- 프랑스